# Speedy
Speedy – amerykański film z 1928 w reżyserii Teda Wilde’a.

## Nominacje
| Nazwa nagrody | Wygrane            | Nominacje                                |
| ------------- | ------------------ | ---------------------------------------- |
| Oscar         | 1929 bez rezultatu | 1929 Najlepszy reżyser komedii Ted Wilde |